# Philipp Wolfrum

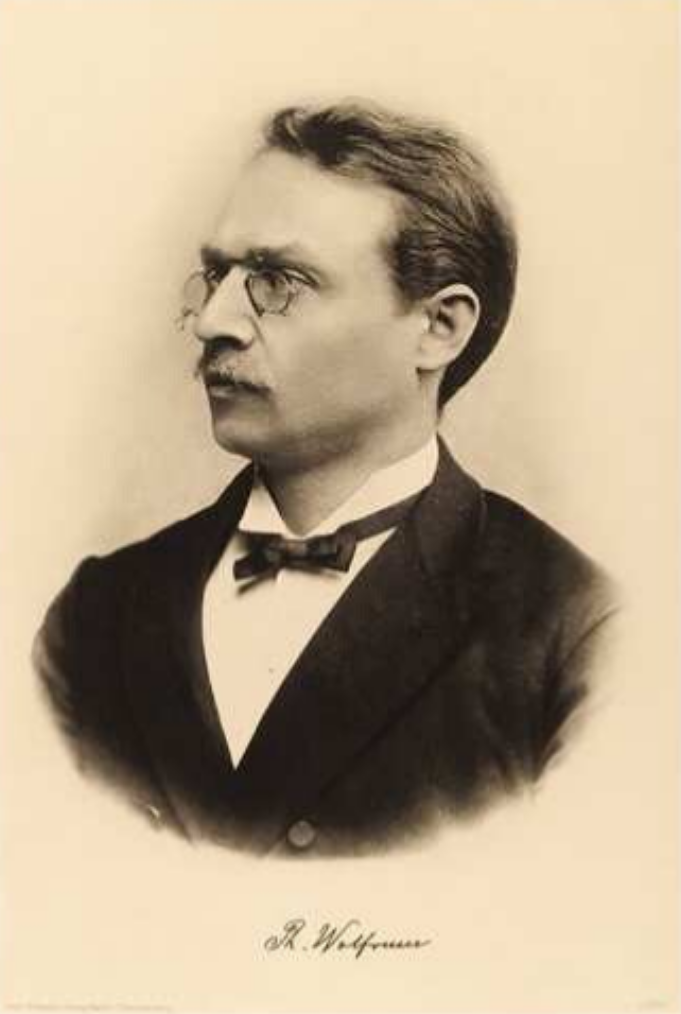
Fotografie Philipp Wolfrum (1854–1919) undatiert

Philipp Julius Wolfrum (* 17. Dezember 1854 in Schwarzenbach am Wald (Hofer Land); † 8. Mai 1919 Samedan/Oberengadin) war ein deutscher Komponist, Organist und Professor.

## Leben

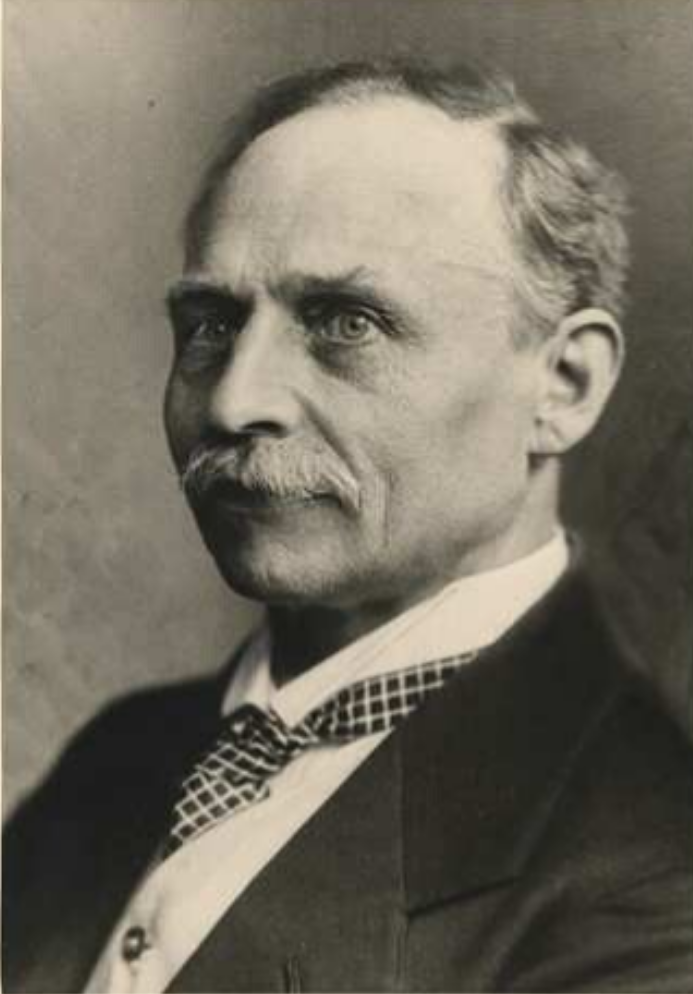
Fotografie Philipp Wolfrum undatiert

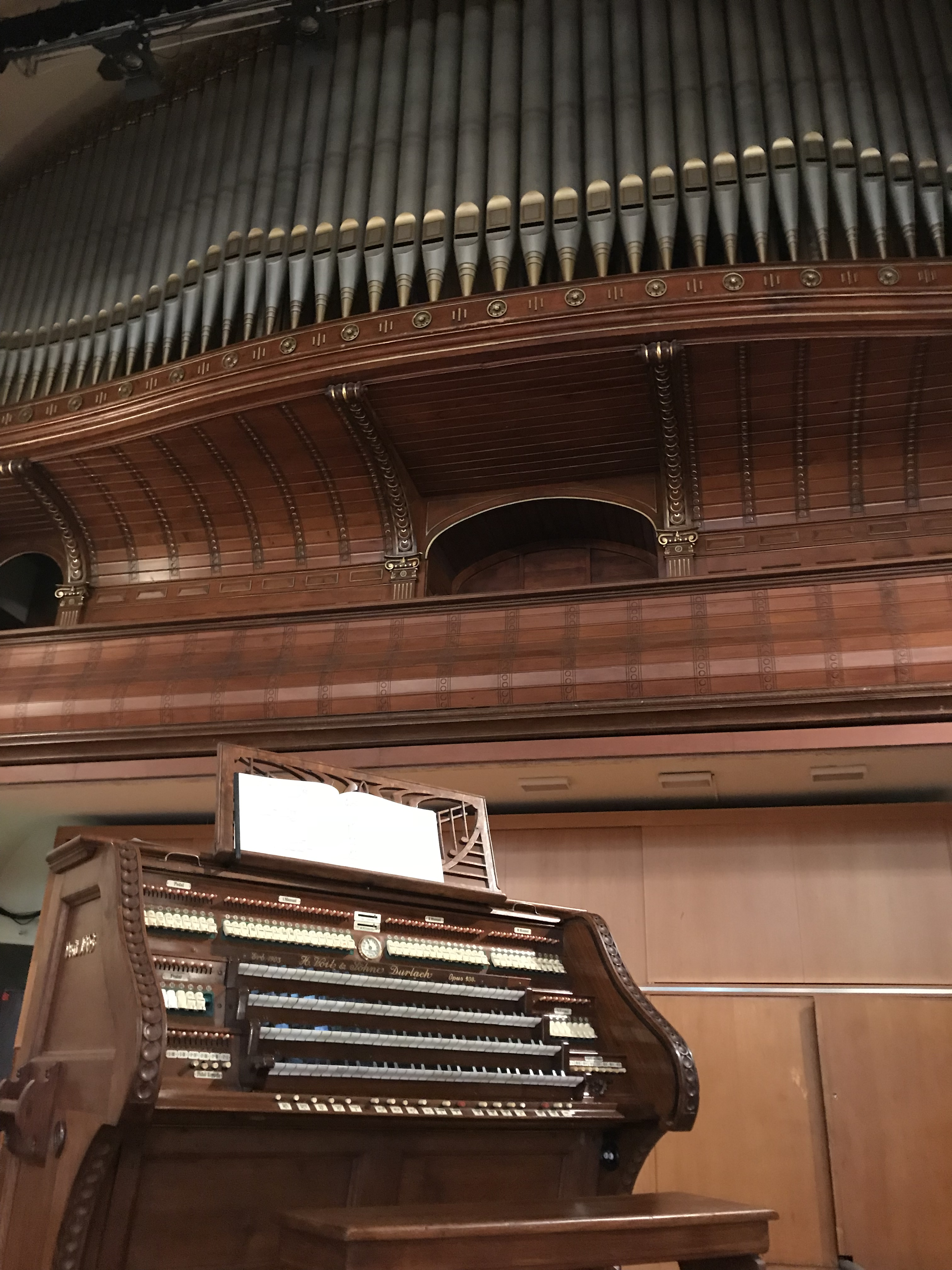
Orgel der Stadthalle Heidelberg, Planung Philipp Wolfrum 1903

Philipp Wolfrum war ein Sohn des Kantors und Lehrers Johann Heinrich Wolfrum. Sein Bruder war der Organist und Komponist Karl Wolfrum. Bereits in jungen Jahren erlernte er das Orgelspiel und vertrat seinen Vater bereits als Neunjähriger an der Orgel. Mit dem Ziel, Lehrer und Organist zu werden, durchlief er das Königliche Lehrerseminar in Altdorf bei Nürnberg. Nach seinem Abschluss im Jahr 1872 wirkte er zunächst als Hauslehrer und ging dann als Hilfslehrer an das Königliche Lehrerseminar zu Bamberg. Durch ein Stipendium wurde es ihm möglich, 1876 ein Studium an der Königlich Bayerischen Musikschule in München aufzunehmen. Dort studierte er Orgel und Komposition bei Joseph Rheinberger, Klavier bei dem Liszt-Schüler Karl Bärmann und Chorgesang und Dirigieren bei Franz Wüllner.
Nach seinem Absolutorium kehrte er 1878 nach Bamberg zurück und war Dirigent, Solist und Komponist. Schon bald wurde er als „Seele unseres gesamten Musiklebens dahier“ bezeichnet. Im Jahr 1884 wurde er von der Universität Heidelberg als Hilfslehrer für Musik an das theologische Seminar berufen. Hier richtete er erstmals eine umfassende kirchenmusikalische Ausbildung für die Theologen Badens ein und initiierte ein aktives öffentliches Musikleben in der Stadt. Aus seinen Bemühungen entwickelte sich später die heutige Hochschule für Kirchenmusik in Heidelberg. 1885 gründete er in Heidelberg den Akademischen Gesangverein und den Bach-Verein (heute: Bachchor Heidelberg). 1888 wurde er zum außerordentlichen Professor ernannt. In dieser Funktion gab er 1890 seine Schrift Die Entstehung und erste Entwicklung des deutschen evangelischen Kirchenliedes in musikalischer Beziehung heraus. 1894 wurde ihm der Titel des Universitätsmusikdirektors sowie 1907 des Generalmusikdirektors verliehen.
Für die Stadthalle Heidelberg plante er mit immenser Hingabe den Bau der 1903 durch die Orgelbaufirma Voit & Söhne errichteten großen Konzertorgel mit 56 Registern; sie erhielt als erste Orgel in Deutschland einen fahrbaren elektrischen Spieltisch und fand weltweite Beachtung. Das Instrument wurde restauriert und ist erhalten.
Wolfrum setzte sich intensiv für die Wiedererweckung des Werkes von Johann Sebastian Bach und für das Werk Franz Liszts ein. 1910 erschien Wolfrums zweibändige Monographie Johann Sebastian Bach und er fungierte als Obmann der Liszt-Gesamtausgabe, von der er vier Bände selbst edierte.
1914 wurde Philipp Wolfrum zum Geheimen Hofrat ernannt. Im selben Jahr veröffentlichte er die Schrift Die evangelische Kirchenmusik. 1917 erfolgte die Ernennung zum ordentlichen Honorarprofessor.
Richard Strauss widmete seinem Freund Philipp Wolfrum 1897 die A-cappella-Motette Jakob! Dein verlorner Sohn nach Worten von Friedrich Rückert.
Wegen einer Nierenerkrankung begab sich Wolfrum 1919 zu einer Kur nach Samedan in der Schweiz, während der er aber verstarb. Er wurde noch in Samedan im engsten Kreis seiner Angehörigen beigesetzt.

### Freunde und Wegbegleiter
Eine lebenslange Freundschaft verband Wolfrum mit seinem Münchener Studienkollegen Engelbert Humperdinck. Auch Felix Mottl und Richard Strauss gehörten zu Wolfrums Freundeskreis. Besonders wichtig wurde die auf dessen Kontaktaufnahmen 1901 und 1904 folgende Zusammenarbeit und schließlich enge Freundschaft mit Max Reger. Beide suchten sich gegenseitig Aufführungen ihrer Werke zu vermitteln. Auch lud Wolfrum Reger immer wieder nach Heidelberg ein und unternahm gemeinsam mit ihm ausgedehnte Tourneen, hauptsächlich mit Bach’schen Klavierkonzerten. Schließlich war es Wolfrum, der die Grabrede für Reger hielt.
Wolfrums wohl bedeutendster Schüler war Fritz Stein – auch er ein enger Freund von Reger. Weitere „Bindeglieder“ zwischen Wolfrum und Reger waren der ab 1906 als Assistent Wolfrums in Heidelberg wirkende Reger-Schüler Karl Hasse sowie Wolfrums nach Hasses Weggang die Assistenz übernehmender Schüler Hermann Meinhard Poppen, dem Wolfrum 1912 einen siebenmonatigen Studienurlaub bei Reger verschaffte.
Der Komponist Heinrich Kaminski begann 1907 seine Ausbildung in Heidelberg bei ihm und bei Johanna Elspermann.

## Werke (Auswahl)

### Kompositionen
- Drei Sonaten für Orgel, op. 1, op. 10, op. 14
- Trio h-Moll, für Klavier, Violine und Bratsche, op. 24
- Orgelvorspiele zu Kirchenmelodien op. 25 und op. 27
- Drei Tondichtungen für Orgel op. 30
- Orgel-Requiem Klage und Trost
- Vier Gesänge für Männerchor op. 12
- Drei Chorgesänge für gemischten Chor op. 2
- Zwei Gesänge für Männerchor u. Orgel op. 11
- Das große Halleluja (Friedrich Gottlieb Klopstock) für 4-stimmigen gemischten Chor und großes Orchester op. 22
- Ein Weihnachtsmysterium op. 31
- Festmusik, Aufzug der Fakultäten und anschließender Huldigungsgesang für Orchester, Orgel, eine Baritonstimme und Männerchor zum 100-jährigen Jubiläum der Erneuerung der Universität Heidelberg, op. 32
- Ballade in H-Dur für Klavier op. 8
- Sonate e-Moll für Cello u. Klavier op. 7
- Streichquartett (Im Frühjahr) in A-Dur op. 13
- Klavierquintett b-Moll op. 21
- Klaviertrio h-Moll op. 24
- Tragische Ouvertüre op. 3
- Lieder und Gesänge op. 5, op. 9, op. 15
- Sechs Lieder von Goethe op. 16, op. 18
- Alte Lieder in neuen Weisen op. 34

### Schriften
- Die Entstehung und erste Entwicklung des deutschen evangelischen Kirchenliedes in musikalischer Beziehung (= Musikalische Handbibliothek Band 8), Leipzig 1890.
- BACHS LEBEN / DIE INSTRUMENTALWERKE, Leipzig 1910.
- BACH ALS VOKALER TONDICHTER, Leipzig 1910.
- JOHANN SEBASTIAN BACH (= Die Musik, hrsg. von Richard Strauss 13./14. Band). Mit sechzehn Vollbildern und elf Faksimiles, 180 Seiten (Berlin 1908: Marquardt).
- Die evangelische Kirchenmusik, ihr Stand und ihre Weiterentwicklung (= Kirchenmusikalisches Archiv. Band 22), Bremen 1914.

## Tonträger
- Philipp Wolfrum, Complete Orgelsonatas. Martin Sander an der Voit-Orgel der Stadthalle Heidelberg. Musikproduktion Dabringhaus & Grimm, Detmold 2005.

## Ehrungen

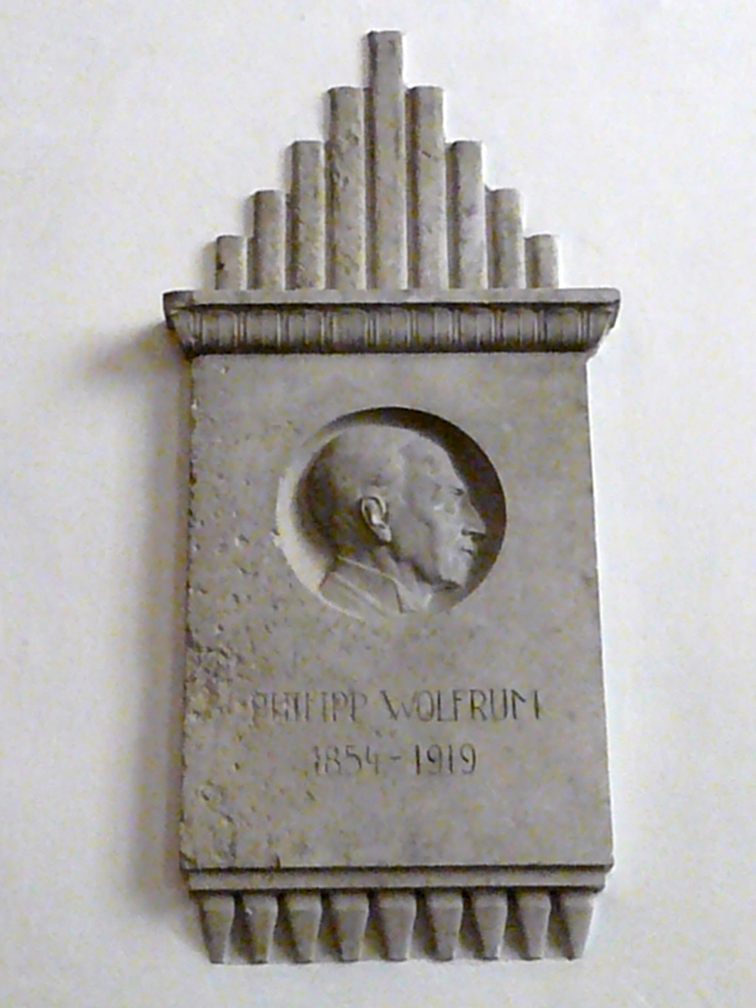
Gedenktafel für Philipp Wolfrum in der Peterskirche in Heidelberg von Karl Kerzinger

- Gedenktafel in der Peterskirche in Heidelberg von Karl Kerzinger
- Es gab einen Philipp-Wolfrum-Wettbewerb 2004 und 2008
- Philipp-Wolfrum-Straße 95131 Schwarzenbach am Wald
- Philipp-Wolfrum-Weg 69121 Heidelberg
- Philipp-Wolfrum-Haus Schwarzenbach am Wald